# RTI 프로덕시오네스
RTI 프로덕시오네스(스페인어: RTI Producciones)은 콜롬비아의 텔레비전 제작 회사이다.